# Schwartzia magnifica
Schwartzia magnifica är en tvåhjärtbladig växtart som först beskrevs av Ernest Friedrich Gilg, och fick sitt nu gällande namn av Bedell. Schwartzia magnifica ingår i släktet Schwartzia och familjen Marcgraviaceae. Inga underarter finns listade i Catalogue of Life.